# Hans Chiari
Hans Chiari (Vienna, 4 settembre 1851 – Strasburgo, 6 maggio 1916) è stato un patologo austriaco.

## Biografia
Figlio del ginecologo Johann Baptist Chiari (1817-1854), era fratello di Ottokar Chiari (1853-1918).
Hans Chiari studiò medicina a Vienna, dove era assistente di Karl Freiherr von Rokitansky (1804-1878) e di Richard Ladislaus Heschl (1824-1881). Nel 1878 ricevette la sua abilitazione in anatomia patologica, e nel giro di pochi anni divenne professore associato presso l'Università di Praga. A Praga fu anche sovrintendente del museo patologico-anatomico. Nel 1906 si trasferì presso l'Università di Strasburgo come professore di anatomia patologica.
La ricerca di Chiari riguardò in gran parte gli esami postmortemici e la maggior parte dei suoi numerosi scritti parlavano della autopsia. Nel 1890 descrisse una condizione che coinvolge la deformità del cervelletto e del tronco cerebrale nei bambini. Questo fenomeno fu chiamato come "Sindrome di Arnold-Chiari", nominata da Chiari e dal patologo tedesco Julius Arnold (1835-1915). Il sindromo fu nominato in suo onore nel 1907 da due degli studenti del dottor Arnold.
Un altro termine medico chiamato in onore di Chiari è la sindrome di Budd-Chiari, che consiste in un rallentato deflusso del sangue dalle vene che escono dal fegato, le vene epatiche, a causa di una ostruzione presente nel loro lume o per un ostacolo del flusso sanguigno. Viene chiamato in collaborazione con il medico britannico George Budd (1808-1882). Infine, Chiari è anche famoso per descrivere la "rete di Chiari", un residuo embrionale che si trova nell'atrio destro, pubblicato per la prima volta nel 1897.

## Pubblicazioni
- Über Veränderungen des Kleinhirns infolge von Hydrocephalie des Grosshirns, Deutsche medicinische Wochenschrift, Berlin, 1891, 17: 1172–1175.
- Über Veränderungen des Kleinhirns, der Pons und der Medulla oblongata, infolge von congenitaler Hydrocephalie des Grosshirns, Denkschriften der Akademie der Wissenschaften in Wien, 1895, 63: 71.